# العلاقات الوسط إفريقية الكورية الجنوبية
العلاقات الوسط أفريقية الكورية الجنوبية هي العلاقات الثنائية التي تجمع بين جمهورية أفريقيا الوسطى وكوريا الجنوبية.

## مقارنة بين البلدين
هذه مقارنة عامة ومرجعية للدولتين:
| وجه المقارنة                                              | جمهورية أفريقيا الوسطى      | كوريا الجنوبية                                                          |
| --------------------------------------------------------- | --------------------------- | ----------------------------------------------------------------------- |
| المساحة (كم2)                                             | 622.98 ألف                  | 100.30 ألف                                                              |
| عدد السكان (نسمة)                                         | 4.66 مليون                  | 51.47 مليون                                                             |
| الكثافة السكانية (ن./كم²)                                 | 7.48                        | 513.16                                                                  |
| العاصمة                                                   | بانغي                       | سول                                                                     |
| اللغة الرسمية                                             | لغة فرنسية، اللغة السانغوية | اللغة الكورية                                                           |
| العملة                                                    | فرنك وسط أفريقي             | وون كوري جنوبي                                                          |
| الناتج المحلي الإجمالي (بليون دولار)                      | 1.95 مليار                  | 1.53 تريليون                                                            |
| الناتج المحلي الإجمالي (تعادل القوة الشرائية) بليون دولار | 3.03 مليار                  | 1.75 تريليون                                                            |
| الناتج المحلي الإجمالي الاسمي للفرد دولار أمريكي          | 323                         | 27.22 ألف                                                               |
| الناتج المحلي الإجمالي للفرد دولار أمريكي                 | 594                         |                                                                         |
| مؤشر التنمية البشرية                                      | 0.350                       | 0.901                                                                   |
| رمز المكالمات الدولي                                      | +236                        | +82                                                                     |
| رمز الإنترنت                                              | .cf                         | .kr                                                                     |
| المنطقة الزمنية                                           | ت ع م+01:00                 | توقيت كوريا الجنوبية، ت ع م+09:00، آسيا/سيول ‏، ت ع م+08:00، ت ع م+08:30 |

## منظمات دولية مشتركة
يشترك البلدان في عضوية مجموعة من المنظمات الدولية، منها:
| علم المنظمة | اسم المنظمة                               | تاريخ انضمام جمهورية أفريقيا الوسطى | تاريخ انضمام كوريا الجنوبية |
| ----------- | ----------------------------------------- | ----------------------------------- | --------------------------- |
|             | مؤسسة التمويل الدولية                     | 1 أبريل 1991                        | 16 مارس 1964                |
|             | منظمة حظر الأسلحة الكيميائية              | ?                                   | ?                           |
|             | يونسكو                                    | 11 نوفمبر 1960                      | 14 يونيو 1950               |
|             | البنك الإفريقي للتنمية                    | ?                                   | ?                           |
|             | الأمم المتحدة                             | 20 سبتمبر 1960                      | 17 سبتمبر 1991              |
|             | منظمة الشرطة الجنائية الدولية             | ?                                   | ?                           |
|             | البنك الدولي للإنشاء والتعمير             | 10 يوليو 1963                       | 26 أغسطس 1955               |
|             | الاتحاد البريدي العالمي                   | ?                                   | ?                           |
|             | مؤسسة التنمية الدولية                     | 27 أغسطس 1963                       | 18 مايو 1961                |
|             | منظمة التجارة العالمية                    | ?                                   | ?                           |
|             | الفريق المعني برصد الأرض                  | ?                                   | ?                           |
|             | المركز الدولي لتسوية المنازعات الاستشارية | 14 أكتوبر 1966                      | 23 مارس 1967                |
|             | وكالة ضمان الاستثمار متعدد الأطراف        | 8 سبتمبر 2000                       | 12 أبريل 1988               |

## وصلات خارجية
- موقع وزارة الخارجية الكورية الجنوبية